# Scardamia metallaria
Scardamia metallaria là một loài bướm đêm trong họ Geometridae.